# Interkontinentální pohár 1970
Jedenáctý ročník Interkontinentálního poháru byl odehrán ve dnech 26. srpna a 9. září 1970. Ve vzájemném dvouzápase se střetli vítěz PMEZ ročníku 1969/70, Feyenoord a vítěz Poháru osvoboditelů 1970, Estudiantes de La Plata. Vítězem se stal nizozemský klub, který po úvodní remíze v Buenos Aires zvítězil v domácí odvetě 1:0.

## 1. zápas
| 26. srpna 1780          |       |                              |                                                                   |
| Estudiantes de La Plata | 2 : 2 | Feyenoord                    | La Bombonera, Buenos Aires diváci: 50,500 rozhodčí: Rudi Glöckner |
| Echecopar 6' Verón 12'  |       | 21' van Hanegem 67' Kindvall | La Bombonera, Buenos Aires diváci: 50,500 rozhodčí: Rudi Glöckner |

## 2. zápas
| 9. září 1970  |       |                         |                                                                  |
| Feyenoord     | 1 : 0 | Estudiantes de La Plata | De Kuip, Rotterdam diváci: 63,475 rozhodčí: Alberto Tejada Burga |
| van Daele 63' |       |                         | De Kuip, Rotterdam diváci: 63,475 rozhodčí: Alberto Tejada Burga |

## Vítěz
| Interkontinentální pohár 1970 Feyenoord (1. vítězství) |